# Stara Rudka
Stara Rudka – część wsi Rudka w Polsce, położona w województwie świętokrzyskim, w powiecie ostrowieckim, w gminie Kunów.
W latach 1975–1998 Stara Rudka administracyjnie należała do województwa kieleckiego.